# NGC 413
NGC 413 är en spiralgalax i stjärnbilden Valfisken. Den upptäcktes år 1886 av Francis Preserved Leavenworth. 